# رنوکا ناگارکوتی
رنوکا ناگارکوتی (انگلیسی: Renuka Nagarkoti؛ زادهٔ ) بازیکن فوتبال است.
وی همچنین در تیم ملی فوتبال زنان نپال بازی کرده‌است.